# Pearl-index
De pearl-index of het zwangerschapscijfer drukt de betrouwbaarheid uit van de verschillende anticonceptiemethoden en wordt genaamd naar de Amerikaanse bioloog Raymond Pearl (1879–1940). Het is een percentage dat aangeeft hoeveel zwangerschappen optreden als een bepaalde methode gebruikt wordt gedurende 100 zogenaamde vrouwenjaren (1 vrouwjaar = 13 cycli), dat wil zeggen 1300 cycli lang. Anders uitgedrukt geeft de pearl-index het aantal zwangerschappen bij honderd koppels die gedurende een jaar samenleven. 
Wanneer 100 echtparen gedurende een jaar samenleven zonder aan vruchtbaarheidsregeling te doen, worden ongeveer 85 vrouwen zwanger. Het zwangerschapscijfer van een gebrek aan anticonceptie is in dat geval dus 85 %.
De betrouwbaarheid hangt van twee factoren af: enerzijds van de methode zelf, anderzijds van de persoon die de methode gebruikt. Daarom moet men een onderscheid maken tussen de methodezekerheid (MZ) en de gebruikerszekerheid (GZ).

## Enkele waarden
| Anticonceptiemethode                            | MZ        | GZ        |
| ----------------------------------------------- | --------- | --------- |
| spiraaltje                                      | 0,2–0,6 % | 0,2-0,8 % |
| periodieke onthouding (sympto-thermale methode) | 0,3–0,5 % | 2,3 %     |
| anticonceptiepil                                | 0,3 %     | 9 %       |
| condoom                                         | 2–28 %    |           |